# Àrea tècnica

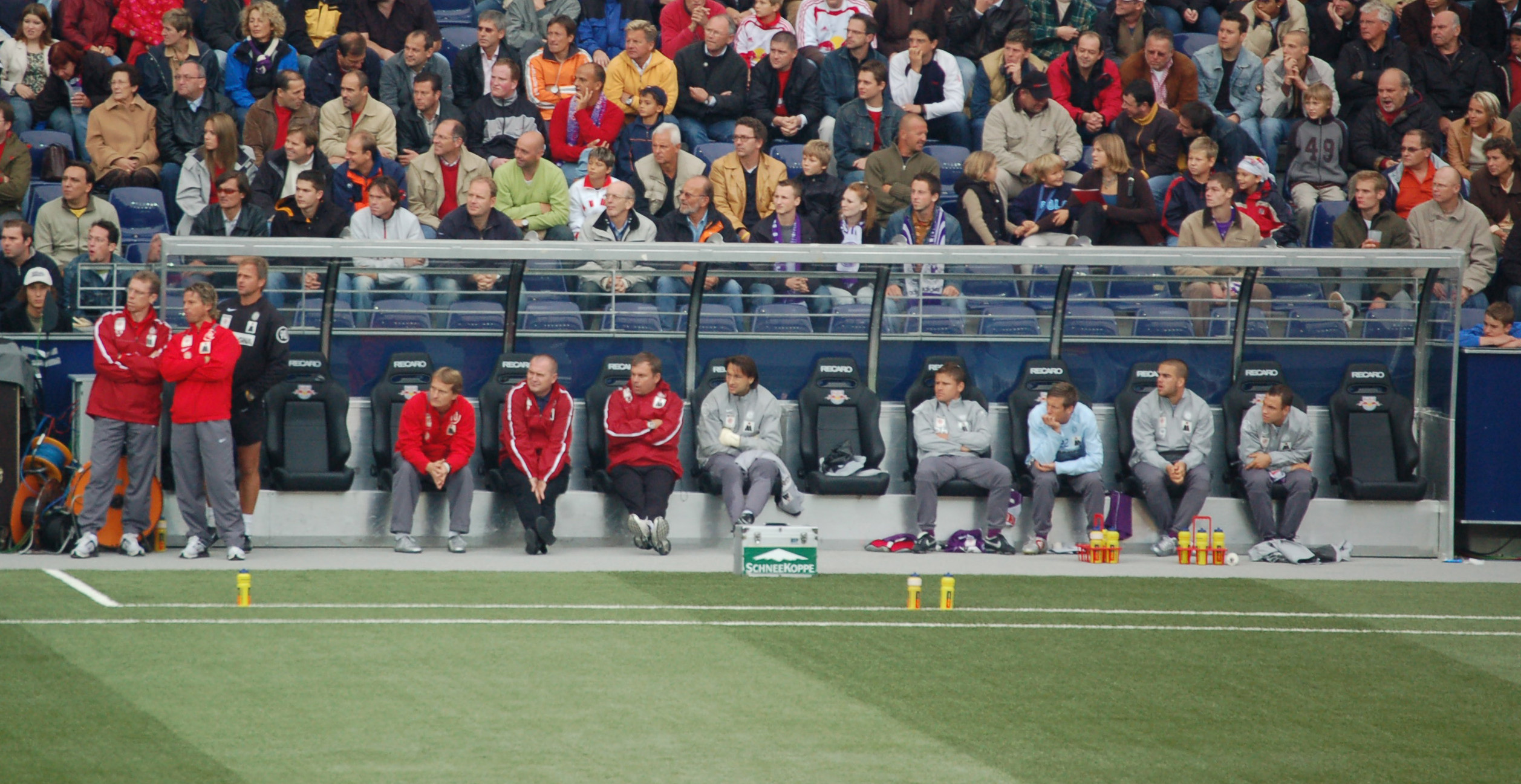
Àrea tècnica i banqueta de l'Àustria Viena durant un partit de març del 2005.

En futbol l' àrea tècnica és l'espai que l'entrenador i els seus ajudants tenen permès ocupar durant els partits. Poden romandre-hi drets o asseguts; l'àrea tècnica conté la banqueta que ocupa el personal tècnic i els jugadors suplents.
El primer estadi de futbol amb àrea tècnica fou el Pittodrie Stadium, llar de l'Aberdeen FC, on s'introduïren en la dècada del 1920 per l'entrenador Donald Colman, que volia apropar-se al terreny de joc a observar-hi els seus jugadors sense sacrificar la vista des de la tribuna.
L'àrea tècnica està marcada per una línia blanca, que varia en mida, però sempre "un metre a ambdós costats de la zona designada per a la banqueta i ampliant-se fins a un metre de la línia lateral", segons les Regles del Futbol. Els entrenadors no poden creuar la línia lateral durant el partit, el quart àrbitre els restringeix el pas perquè no s'apropin massa al lateral del camp, així com als jugadors suplents que escalfen en els laterals del terreny.